# Naga-ed-Deir
Naga-ed-Deir (auch Naga-ed-dêr) ist der moderne Name einer altägyptischen Nekropole in Mittelägypten. Hier wurden Gräber aus fast allen Epochen Altägyptens gefunden. Der größere Teil der Gräber ist in einen Zeitraum von der vordynastischen bis zur ersten Zwischenzeit zu datieren. Vor allem die Gräber aus der Zeit des Alten Reiches bieten einen Überblick über die Bestattungsriten dieser Zeit, wie er bislang kaum andernorts gefunden werden konnte. 
Es wurden sowohl größere Mastabagrabanlagen gefunden, welche lokalen Funktionsträgern zugeschrieben werden, als auch kleine Gräber mit wenigen oder ohne Grabbeigaben, die den unteren Schichten der Bevölkerung zugeschrieben werden. Die Toten wurden in rechteckigen Gruben meist als Hockerleichen verscharrt. Mehrere Grabungskampagnen wurden von 1901 bis 1924 unter der Leitung von George Andrew Reisner durchgeführt.